# Heinz Brossmann
Heinz Brossmann (* 3. Januar 1933 in Wien; † 21. Oktober 2015 ebenda) war ein österreichischer Kameramann, Film- und Fernsehtechniker sowie Unternehmer. Er gilt als Kamerapionier und technischer Förderer der österreichischen Filmindustrie nach dem Zweiten Weltkrieg.

## Leben
Heinz Brossmann wuchs in Wien auf und absolvierte eine Ausbildung als Elektriker. Seine Laufbahn begann in den Rosenhügel-Studios, die nach dem Krieg unter sowjetischer Verwaltung standen. Parallel ließ er sich zum Filmvorführer ausbilden und eignete sich autodidaktisch technische Kenntnisse an.
Seine Begabung wurde früh vom Regisseur Hugo Hermann erkannt, der ihn förderte. Es folgte eine Karriere als Kameramann für Fernsehfilme und -serien, bevor er sich verstärkt der filmtechnischen Infrastrukturentwicklung in Österreich widmete.

## Werk

### Kameratätigkeit
Brossmann wirkte ab den 1960er-Jahren an Fernsehproduktionen mit. Zu seinen Arbeiten zählen die folgenden Serien und Filme:
Fernsehserien
- Donaug’schichten (1967), alle 26 Folgen (ORF/ARD)[1][4][5]
- Die Perle – Aus dem Tagebuch einer Hausgehilfin (1969/70)[1][6][7]
- Pater Brown (1969), mehrere Folgen mit Josef Meinrad[1][8][9][10]
- Mussa der Tuareg (nach einer Erzählung von Jörg Mauthe)[1]
- Omer Pasha (TV-Historienserie)[1]

Fernsehfilm
- Zug fährt Wiental (1970), Regie: Günter Gräwert[1][11]

Dokumentarfilm
- Sonntag in Europa – Folge Zürich[1]

Brossmann wurde für seine sachliche, technisch präzise Kameraführung und seinen Umgang mit natürlichem Licht geschätzt. Er arbeitete mit Regisseuren wie Hugo Hermann, Imo Moskowitsch, Wulf Flemming zusammen.

### Cine Service
In den 1970er-Jahren gründete Brossmann den Geräteleihbetrieb Cine Service, der sich zum Anbieter filmtechnischer Ausrüstung in Österreich entwickelte. Die Werkstätten und Büros dienten zugleich als Treffpunkt der Branche, in einer Zeit, in der Berufskollegen selten Gelegenheit zum informellen Austausch hatten.
Junge Kameraleute profitierten dabei von Brossmanns technischen Wissen.

### AAC – Verband Österreichischer Kameraleute
1976 war er Mitbegründer des AAC – Verband österreichischer Kameraleute. Die ersten Verbandstreffen fanden in den Räumen von Cine Service statt. Brossmann war von Beginn an Finanzreferent und wurde später zum Ehrenmitglied ernannt. Der AAC entwickelte sich zu einer Interessenvertretung für Filmschaffende und trug zur Entstehung des VDFS sowie zum österreichischen Filmförderungsgesetz bei.

## Persönlichkeit
Brossmann wurde von Weggefährten als ruhiger, hilfsbereiter Praktiker mit Fachkenntnis beschrieben. Typisch für ihn war sein Auftritt mit Lederjacke und Schalkrawatte – „der Kameramann par excellence“. Auch im Ruhestand blieb er mit der Filmbranche verbunden.

## Familie
Heinz Brossmann war Vater des Puppenspielers Heini Brossmann, der ein eigens entwickeltes Puppentheater gründete.
```
Sein Enkel 
Jakob Brossmann
 ist Regisseur und Dokumentarfilmer. Dessen Film 
Lampedusa im Winter
 (2015) feierte internationale Erfolge.
[
1
]
[
14
]
[
15
]
 studierte Bühnen- und Filmgestaltung an der 
Universität für angewandte Kunst Wien
 und ist seit 2017 dort als Lehrender tätig.
[
16
]
[
1
]
```

## Tod
Heinz Brossmann verstarb am 21. Oktober 2015 in Wien nach schwerer Erkrankung. Der AAC würdigte ihn in einem Nachruf.

## Auszeichnung
- Ehrenmitgliedschaft des AAC – Verband österreichischer Kameraleute

## Filmografie (Auswahl)
| Jahr   | Titel                     | Typ            | Anmerkung             |
| ------ | ------------------------- | -------------- | --------------------- |
| 1967   | Donaug’schichten          | TV-Serie       | 26 Episoden, Kamera   |
| 1969   | Die Perle                 | TV-Serie       | Kamera                |
| 1969   | Pater Brown               | TV-Serie       | mehrere Folgen        |
| 1970   | Zug fährt Wiental         | Fernsehfilm    | Regie: Günter Gräwert |
| 1970er | Sonntag in Europa: Zürich | Dokumentarfilm | ORF-Produktion        |
| k. A.  | Omer Pasha                | TV-Serie       | Historienproduktion   |
| k. A.  | Mussa der Tuareg          | TV-Serie       | Nordafrika-Dreh       |